# Langenthal
Langenthal (toponimo tedesco) è un comune svizzero di 15 639 abitanti del Canton Berna, nella regione dell'Emmental-Alta Argovia (circondario dell'Alta Argovia); ha lo status di città.

## Storia
Il 1º gennaio 1898 ha inglobato il comune soppresso di Schoren e il 1º gennaio 2010 quello di Untersteckholz.

## Monumenti e luoghi d'interesse

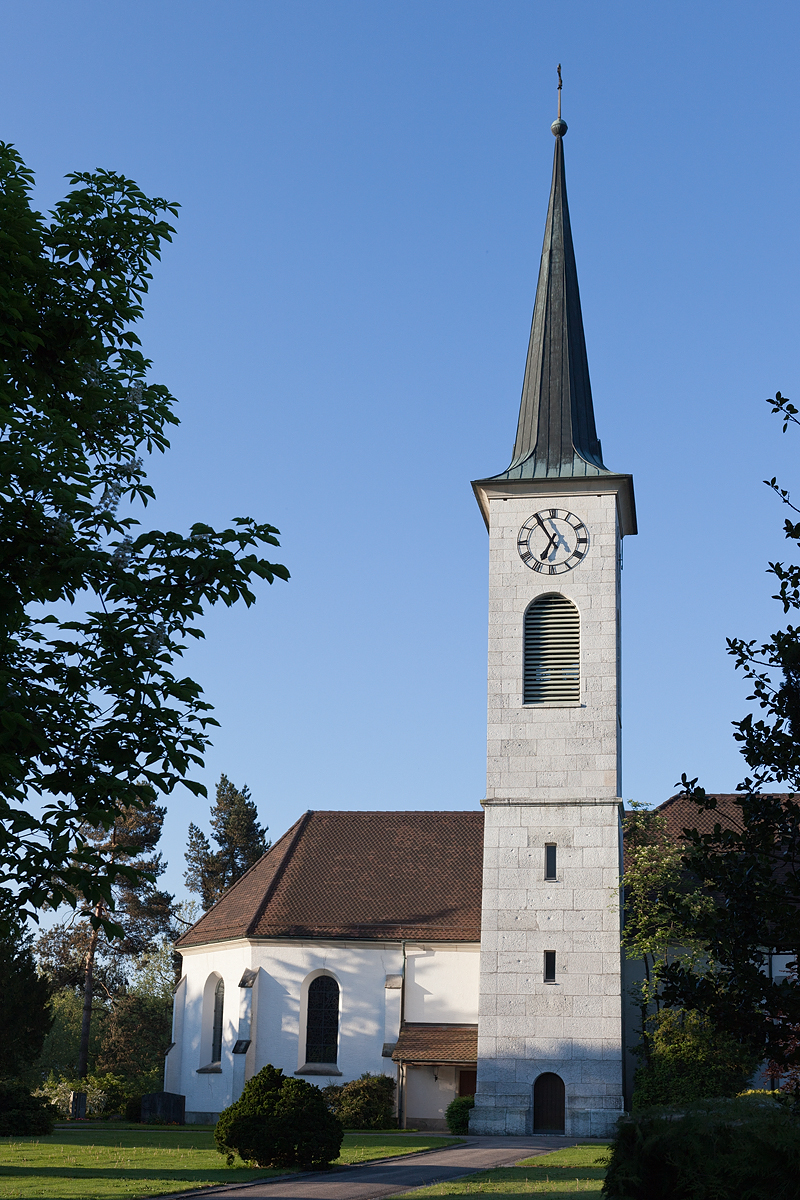
La chiesa riformata

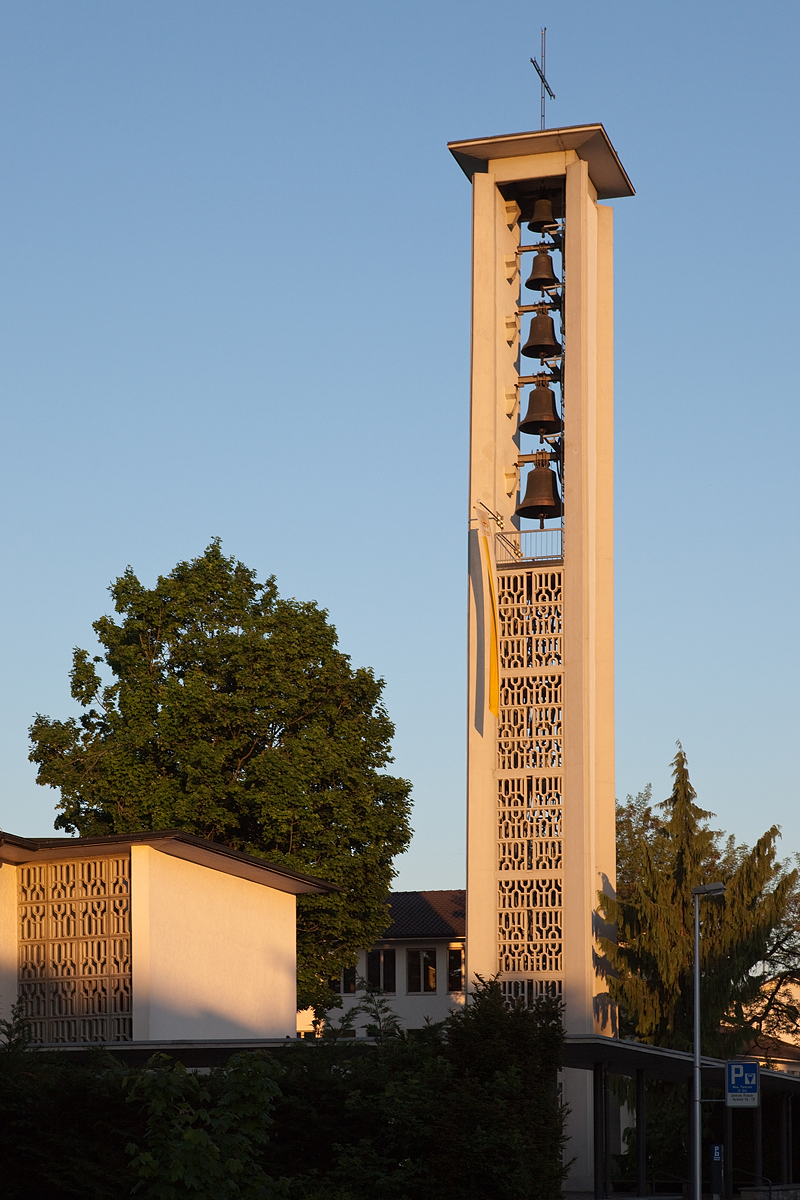
La chiesa cattolica

- Chiesa riformata (già dei Santi Maria ed Erardo), attestata dal 1197 e ricostruita nel 1675-1678[1];
- Chiesa cattolica, eretta nel 1954[1].

## Società

### Evoluzione demografica
L'evoluzione demografica è riportata nella seguente tabella:
Abitanti censiti

## Geografia antropica

### Frazioni
Le frazioni di Langenthal sono:
- Hopfern
- Schoren[3]
- Untersteckholz[4]
  - Breiten
  - Kleben
  - Kleinroth
  - Sängi
  - Schwarzenbach
- Waldhof
- Zelgli

## Economia
A Langenthal ha sede l'azienda chimica Motorex.

## Infrastrutture e trasporti

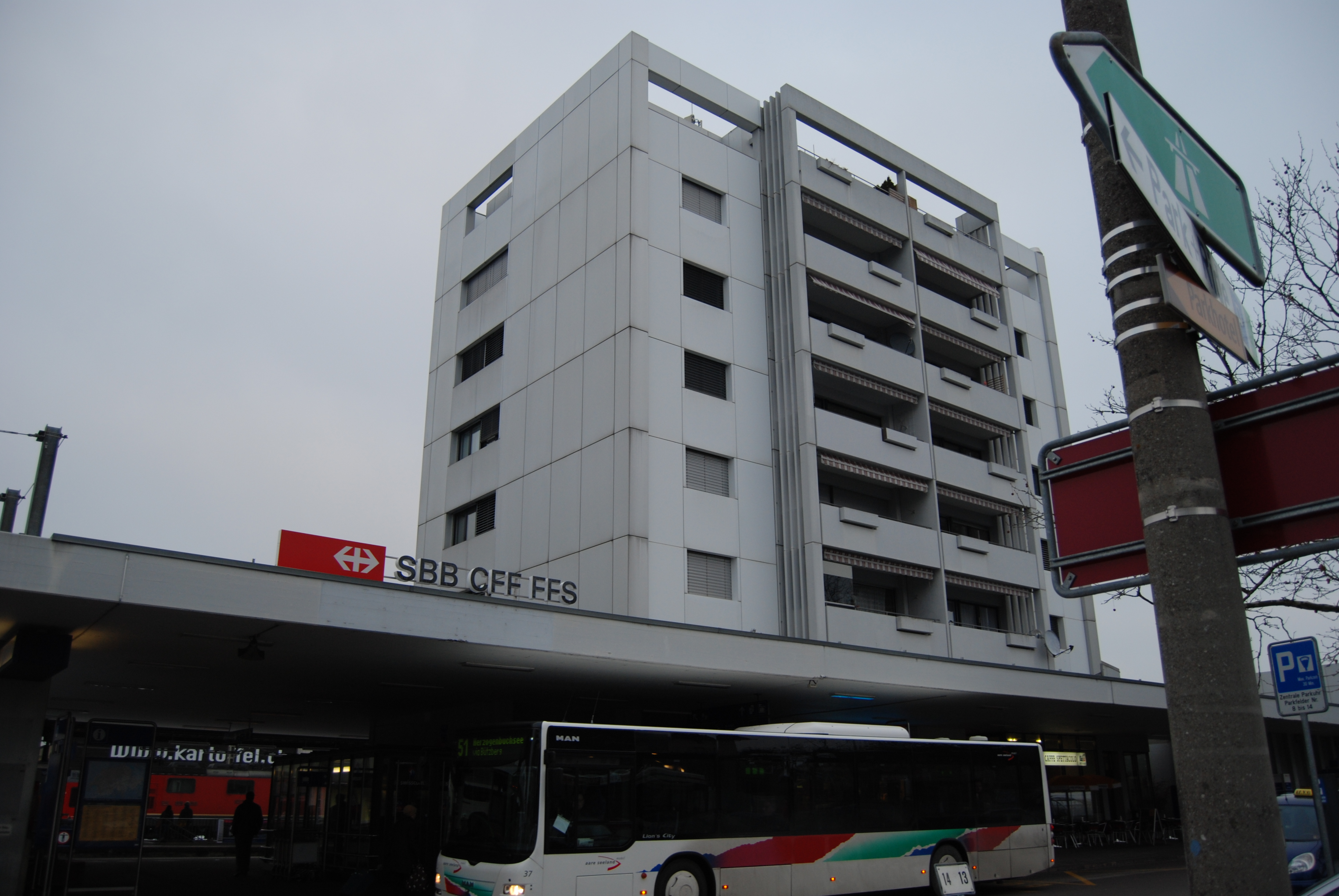
La stazione di Langenthal

Langenthal è servita dalle stazioni di Langenthal, di Langenthal Gaswerk e di Langenthal Süd sulle ferrovie Olten-Berna, Langenthal-Huttwil, Langenthal-Niederbipp e Langenthal-Melchnau (linee S23 e S29 della rete celere dell'Argovia e linee S6 e S7 della rete celere di Lucerna).

## Amministrazione
Ogni famiglia originaria del luogo fa parte del cosiddetto comune patriziale e ha la responsabilità della manutenzione di ogni bene ricadente all'interno dei confini del comune.

## Sport
A Langenthal ha sede la squadra di hockey su ghiaccio SC Langenthal.